# Gran Bretagna ai Giochi della XXIII Olimpiade
La Gran Bretagna partecipò ai Giochi della XXIII Olimpiade, svoltisi a Los Angeles, Stati Uniti, dal 28 luglio al 12 agosto 1984, con una delegazione di 337 atleti impegnati in venti discipline.